# Eduard Nawiasky
Eduard Nawiasky, auch Naviasky (15. Januar 1854 in Kaunas, heute Litauen – 26. November 1925 in Wien), war ein österreichischer Opernsänger der Stimmlage Bariton.

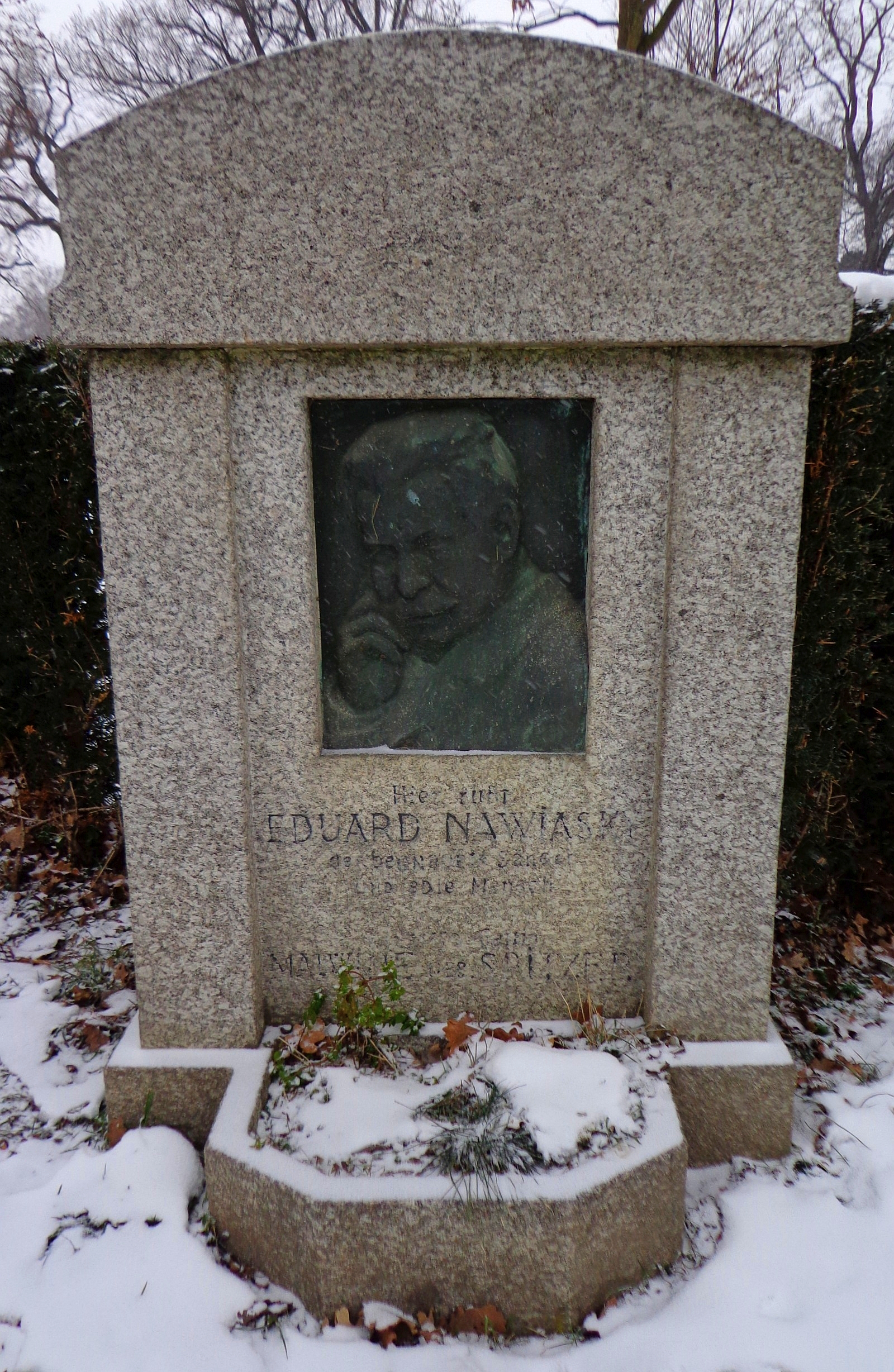
Grabmal Eduard Nawiaski

## Leben und Werk
Eduard Nawiasky studierte am Konservatorium der Gesellschaft der Musikfreunde in Wien (GdM) und sang zunächst im Chor des damaligen Stadttheaters, heute bekannt als Ronacher. 1876 wurde er als Solist an die k. k. Hofoper verpflichtet. 1882 ging er an das Opernhaus Graz, wechselte jedoch noch im selben Jahr an das Königliche Hoftheater in Stuttgart. Von 1885 bis 1902 zählte er zum Ensemble der Vereinigten Stadttheater in Frankfurt am Main. Sein letztes Engagement führte ihn an das Hoftheater Braunschweig. Nach seinem Abschied von der Bühne war er als Gesangslehrer in Wien tätig. Sein Sohn Hans Nawiasky (1880–1961) wurde Staatsrechtler und einer der Väter der Verfassung des Freistaates Bayern von 1946.
Sein Leichnam wurde kremiert und die Asche wurde im Urnenhain der Feuerhalle Simmering bestattet.

## Rollenspektrum
Laut Österreichischem Biographischen Lexikon verfügte Nawiasky über „einen klangvollen, wohlgeschulten und umfangreichen Bariton, reussierte in Wagner- und Mozartopern, bes. aber in italien. Partien und war auch ein hervorragender Liedersänger.“ Zu seinen prominenten Rollen zählten die Titelhelden in Mozarts Don Giovanni, Rossinis Wilhelm Tell und Verdis Rigoletto, in Wagners Fliegendem Holländer und in Marschners Hans Heiling.
Bereits während seiner frühen Jahre an der Wiener Hofoper stellte er seine Vielseitigkeit unter Beweis. Er reüssierte in Wien sowohl im italienischen, im französischen als auch im deutschen Repertoire – als Enrico in Lucia di Lammermoor oder als René Ankarström, Luna und Amonasro in Verdi-Werken, als Saint-Bris, Mathisen und Nélusko in Meyerbeer-Opern oder als Ruggiero in La Juive sowie als Paolo Orsini, Biterolf, Heerrufer und Donner in Werken Wagners. Sein Stimmumfang ermöglichte ihm auch die Übernahme tiefer Bass-Partien – beispielsweise des Komturs im Don Giovanni oder des Eremiten im Weber’schen Freischütz.